# San Miguelito (estación)
San Miguelito es una estación de la Línea 1  y línea 2 del Metro de Panamá, ubicada en San Miguelito, entre la estación de Pueblo Nuevo y la estación de Pan de Azúcar. Fue inaugurada el 5 de abril de 2014, y se encuentra en el cruce de la Avenida Domingo Díaz, la Vía Ricardo J. Alfaro y la Vía Simón Bolívar cercano al Hospital San Miguel Arcángel
Con la inauguración de la Línea 2, en abril de 2019, es la estación que une la Línea 1 con la Línea 2. Es la estación más usada de toda la red, así siendo una estación central de punto de conexión con ambas líneas.

## Características
Uno de sus accesos está en la entrada principal del Centro Comercial San Miguelito.

## Imágenes

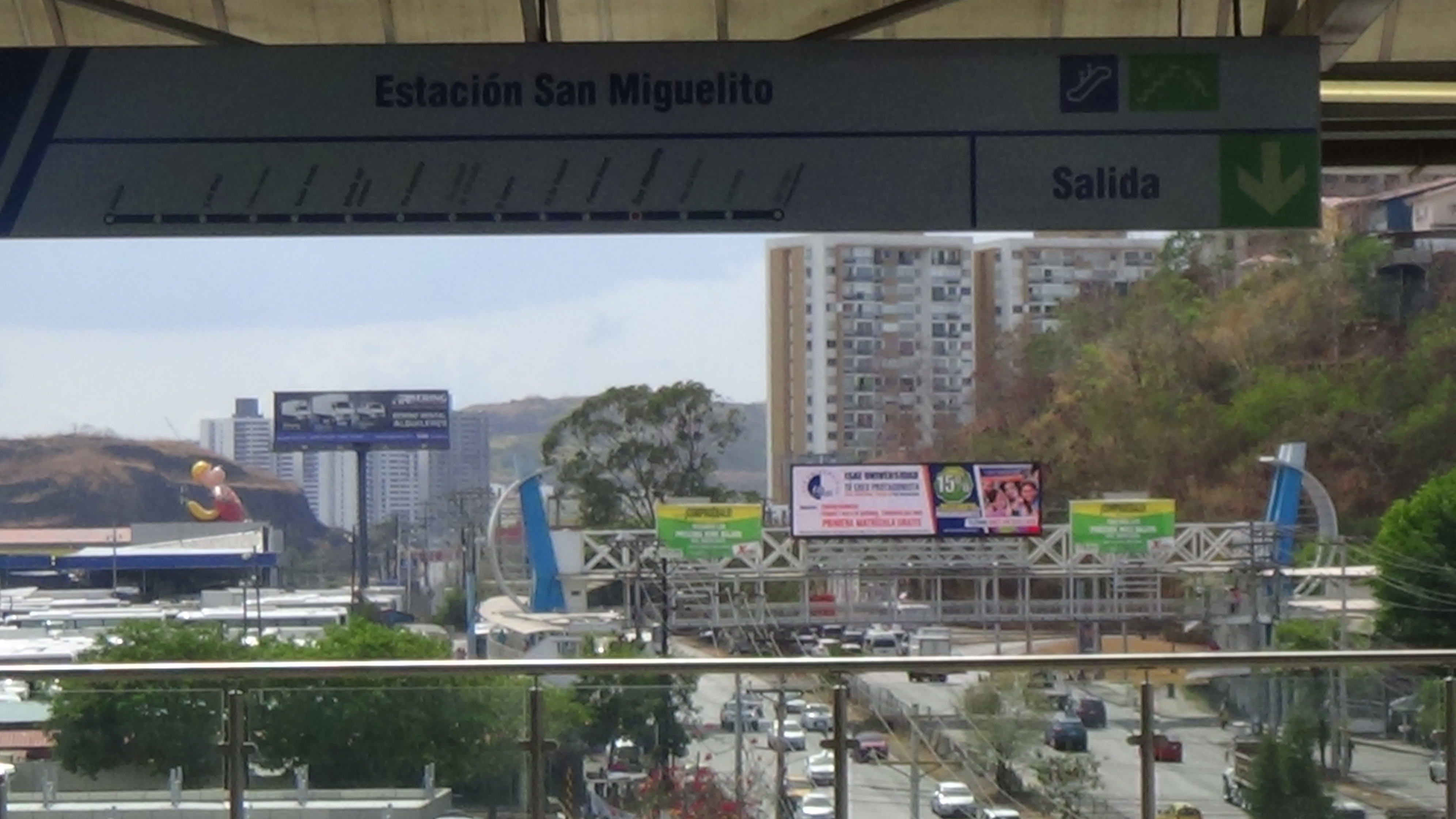
Vista desde la Línea 1 hacia la Tumba Muerto (Abril de 2016).
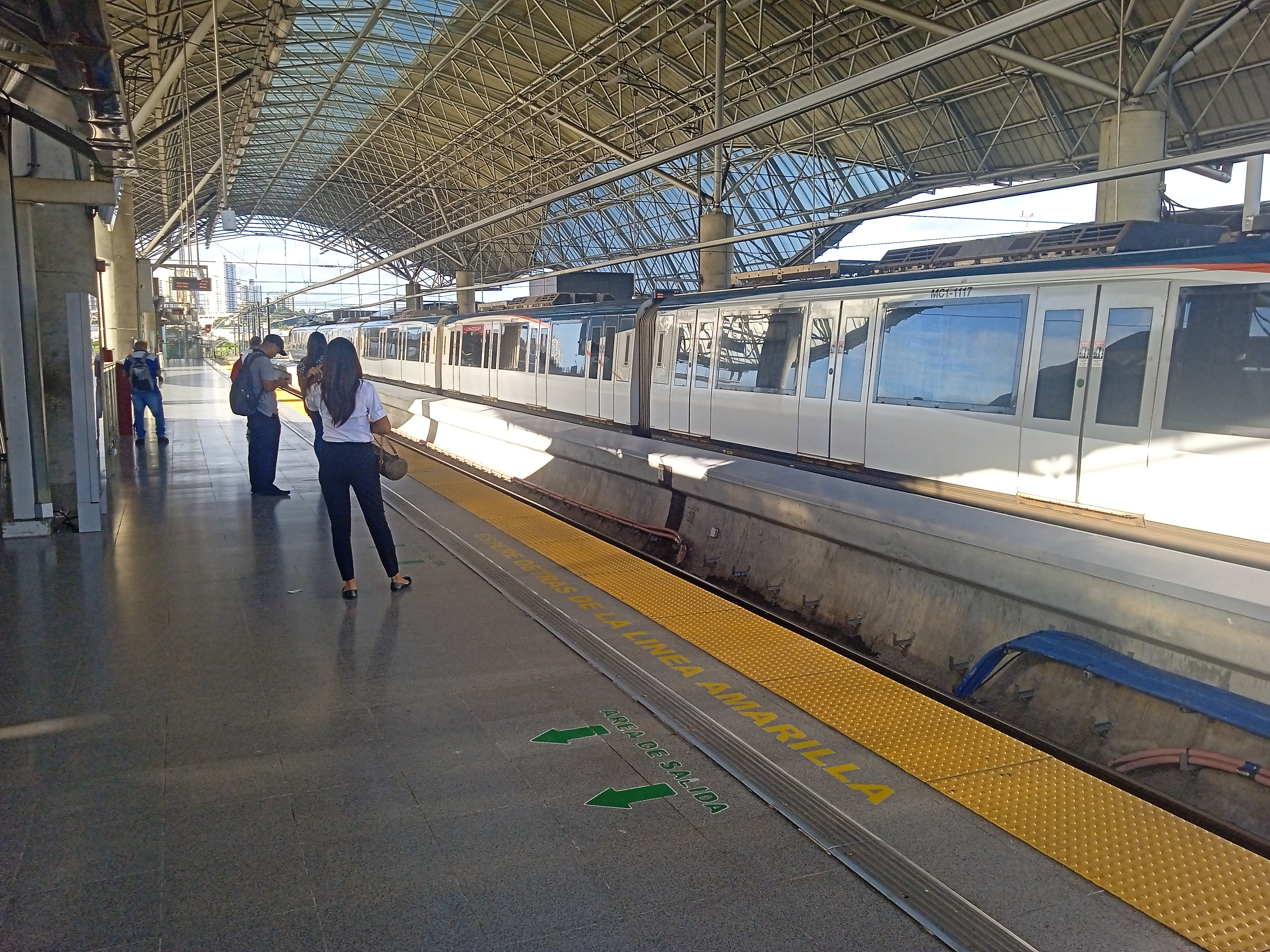
Andenes de la Estación de la Línea 1 (Octubre de 2024).
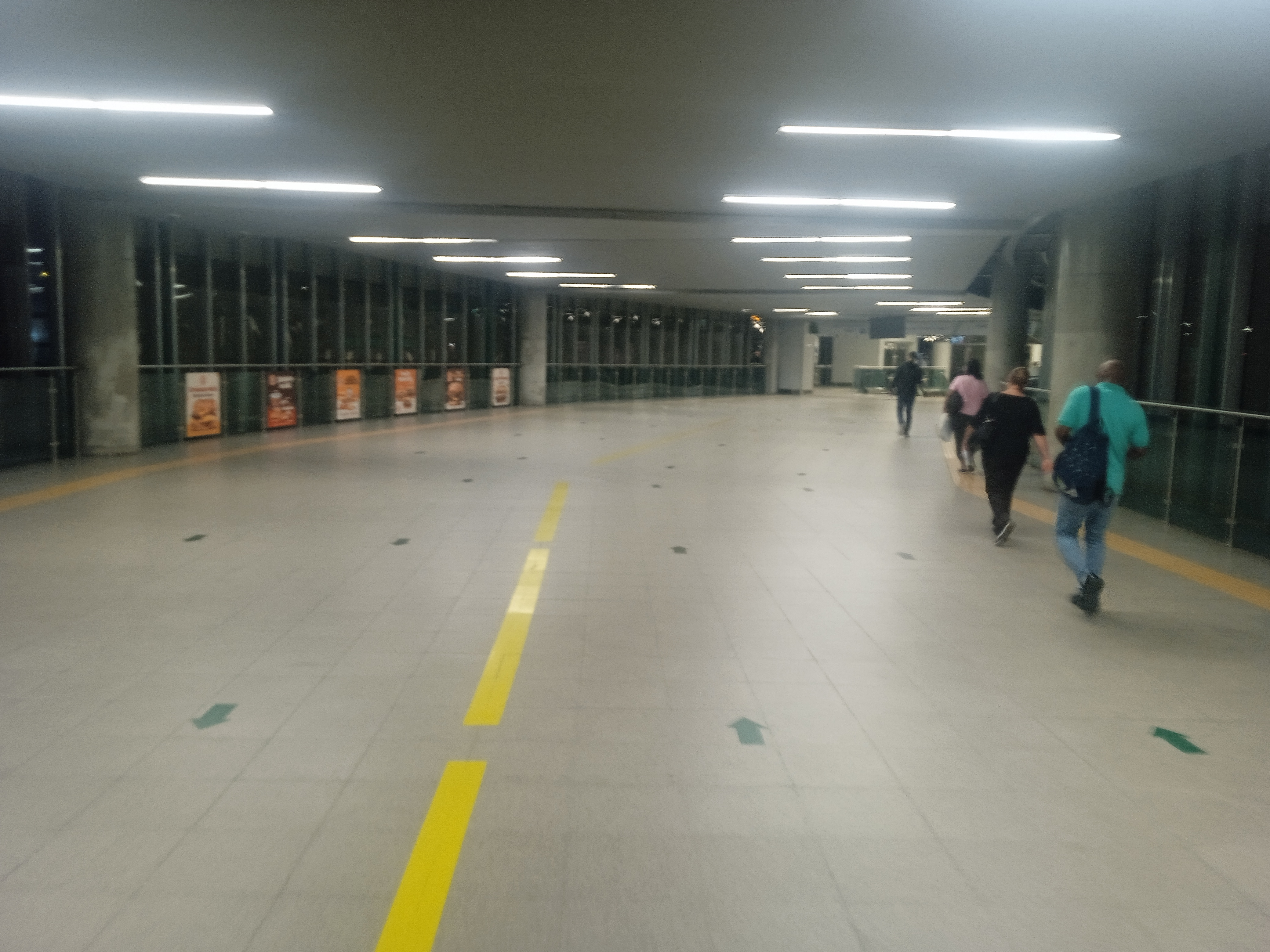
Pasillo de Correspondencia (Diciembre de 2024).
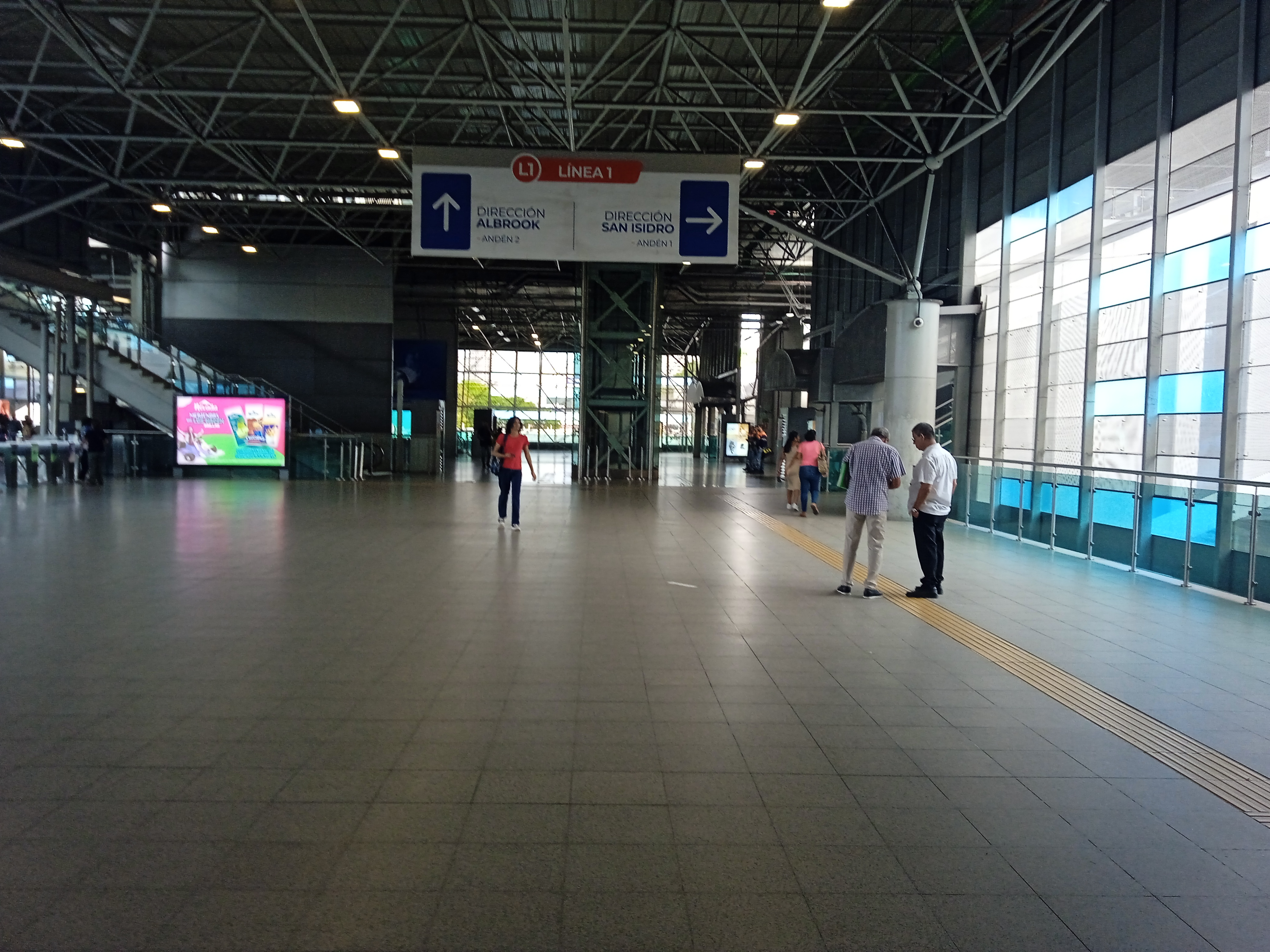
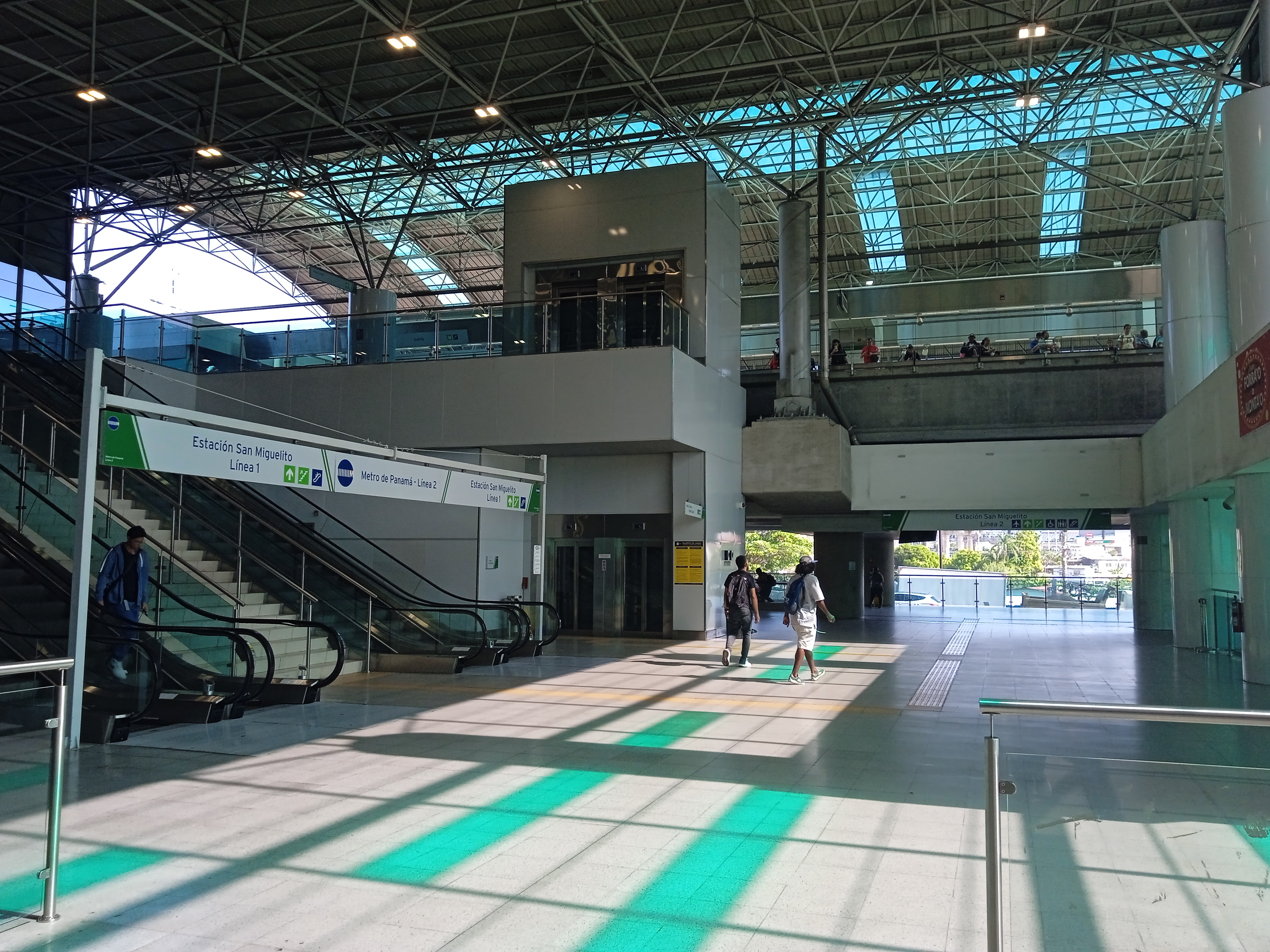
Escaleras de la Correspondencia (Marzo de 2025).
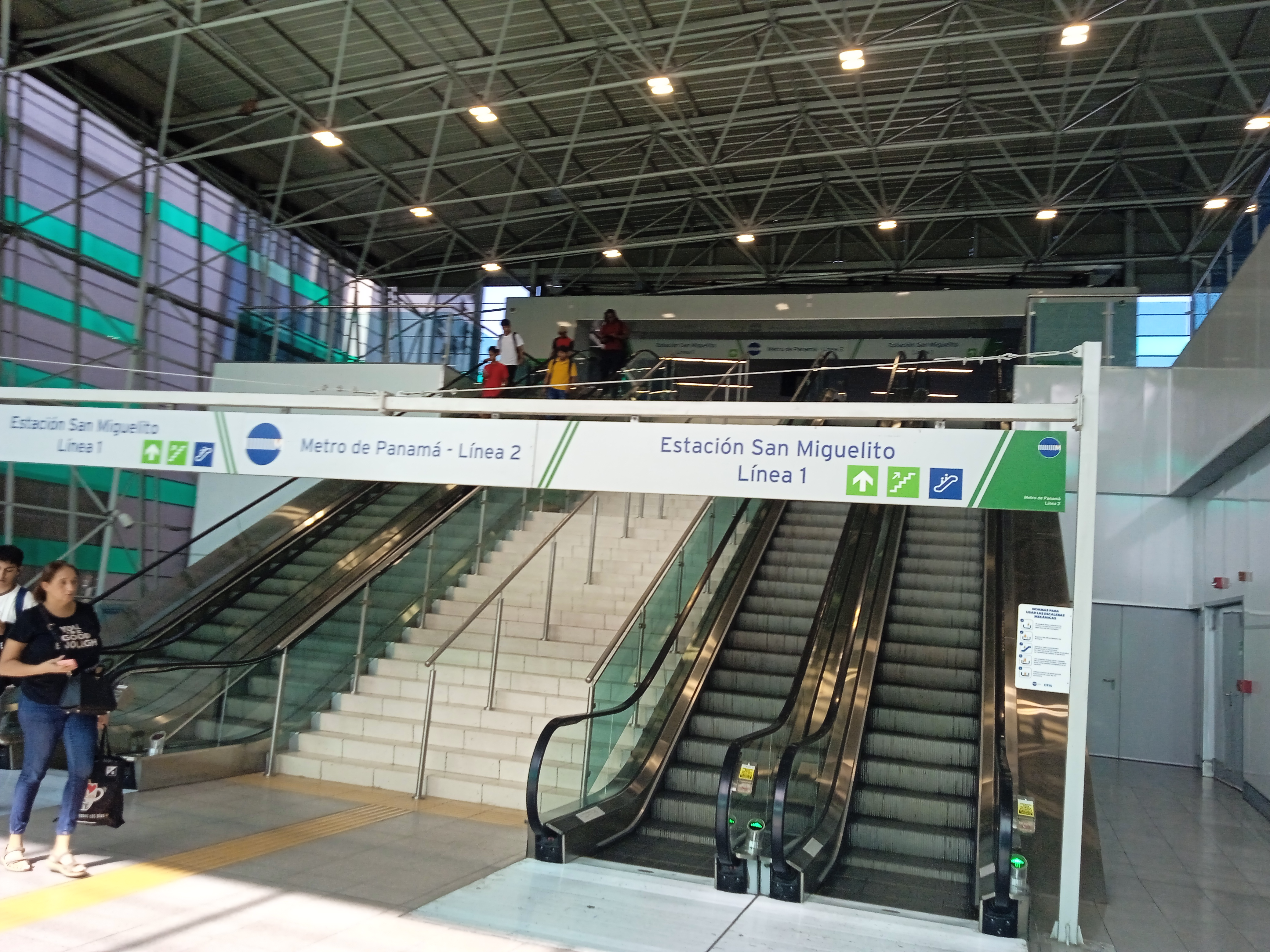
Pasillo de Correspondencia desde la Línea 2 (Marzo de 2025).